# エリザベス・ハバード (セイラム魔女裁判)
エリザベス・ハバード（Elizabeth Hubbard、1674年 - ?）は1692年の春、17歳だった少女。
マサチューセッツ州セイラムの町医者であるウィリアム・グリッグスは、エリザベスと他の何人かの少女は「悪の手」によって苦しんでいると診断した。簡単に述べると、少女はセイラムの魔女の力によって苦しめられている犠牲者であると言われ、その事件の裁判は1692年2月から1693年5月まで続いた。この間、20人が処刑され（1人を除いて絞首刑）、その内14人が女性だった。

## 初期の人生
エリザベス・ハバードは1674年にマサチューセッツ湾植民地で生まれた、現地生まれの少女の一人で、1692年春にアビゲイル・ウィリアムズと共に魔術の告発を開始した。
ハバードは孤児であり、彼女の叔父、ウィリアム・グリッグス博士の夫婦と同居していた。地元の住民からは彼らの養子ではなく、使用人だと思われていた。ハバードはセイラム魔女裁判の有力な告発者であり、強い想像力を持ち、真実を語らないことで知られている。